# Шоссе Энтузиастов
Шоссе́ Энтузиа́стов (до 1919 года Влади́мирское шоссе, Влади́мирский тракт) — шоссе в Москве, между площадью Рогожская застава и МКАД, а также участки магистрали М7 в черте Балашихи и Ногинска. До 1919 года называлось Владимирским, так как являлось началом дороги на Владимир и далее в Сибирь (ныне федеральная автомобильная дорога М-7 «Волга»).
В 1919 году, по инициативе А. В. Луначарского, шоссе названо именем энтузиастов в честь революционеров и политических заключённых, которые были отправлены царским правительством в ссылку и следовали туда по этой дороге.
Вдоль шоссе в XIX веке и в советское время были созданы крупные промышленные предприятия: «Нефтегаз» (1931), «Электродный завод» (1933), «Радиоприбор» (1934), «Прожектор» (1932), «Москабель» (1895) со своими рабочими посёлками (например, Дангауэровка, Владимирский поселок). Уже к 1960-м годам смысл переименования многими москвичами забылся, название воспринималось как советский «гимн оптимизму».
К значительной части шоссе примыкает Измайловский лесопарк.
Московская кольцевая автомобильная дорога начинает свой отсчёт километров в южном направлении от пересечения с шоссе Энтузиастов и заканчивает его на пересечении с шоссе с севера (по часовой стрелке).
На шоссе Энтузиастов располагаются станции метро «Шоссе Энтузиастов», «Авиамоторная». Недалеко от начала шоссе располагаются станции метро «Площадь Ильича» и «Римская».
Трамваи движутся вдоль шоссе по выделенным путям с северной стороны от Рогожской заставы до 3-й Владимирской улицы. Троллейбусы до их отмены в 2020 году ходили в обоих направлениях от Рогожской заставы до Свободного проспекта. Для беспрепятственного проезда общественного транспорта организованы выделенные полосы для автобусов, кроме участка от Владимирского путепровода до 1-й Владимирской улицы по направлению на восток.

## Примечательные здания и сооружения

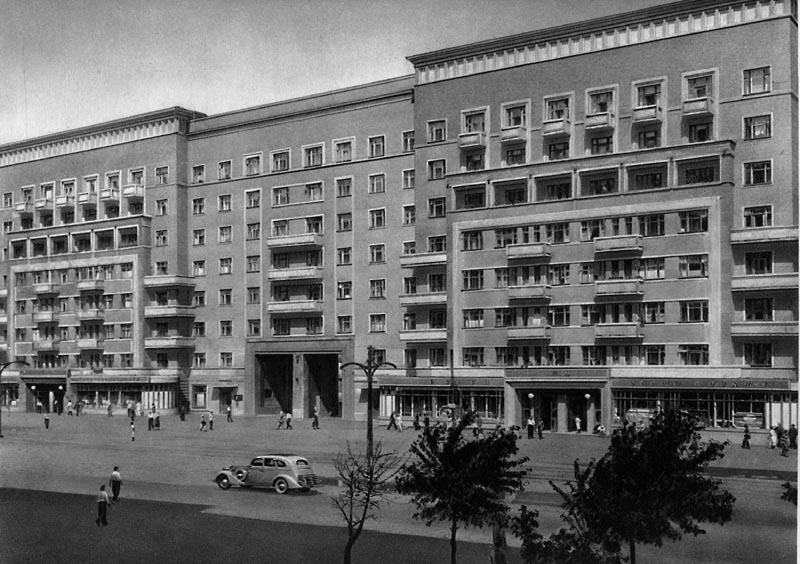
Жилой дом № 13 на шоссе Энтузиастов, проект 1935 года, построен 1936—1938, архитектор В. Б. Орлов. Снимок сделан до 1941 года

Жилой дом на шоссе Энтузиастов № 66/1 постройки 1934—1936 годов (архитекторы Г. С. Гурьев-Гуревич, А. М. Зальцман) в стиле постконструктивизма

- вл. 2-4 — многофункциональный многоэтажный комплекс Золотые ворота (Golden Gate), арх. П. Ю. Андреев (построен в 2007—2014 гг.)
- № 16 — школьное здание (1930-е, архитекторы И. К. Рыбченков, А. М. Жаров)[3], ныне — школа № 1226
- № 26 — жилой дом завода «Фрезер» (1951—1956, архитекторы В. В. Калинин, В. П. Сергеев и инженер И. А. Авдей)[4]
- № 20 — жилой дом работников завода «Радиоприбор» (1938—1939, архитекторы А. Фёдоров, И. Буров, М. Виссинг)[5]
- № 28/2 — Клуб «Пролетарий» завода «Компрессор» (1926, архитектор В. Владимиров)[6]
- № 30 — здание бань (1920-е)[7], ныне используется под торговлю
- № 31 — Комплекс конно-спортивной школы в Измайлове (1950—1960-е, архитектор Б. И. Аверинцев)[7]
- № 42 — административное здание, проектировалось и строилось для научно-исследовательского института Министерства нефтяной промышленности. Проект разрабатывался проектной мастерской Миннефтепрома, которую возглавлял А. А. Веснин. Авторы проекта архитекторы Н. П. Шабаров и А. А. Калкин[8]. В 1955—2005 годах здесь располагался НИИ прикладной механики имени В. И. Кузнецова
- № 54 — школьное здание (1934, архитектор Д. Ф. Фридман)[6], ныне — офисно-торговое здание[9]
- № 58 — кинотеатр «Слава» (1952—1955, архитекторы И. В. Жолтовский, В. Воскресенский, Н. П. Сукоян)[7][10]
- № 66/1 — жилой дом завода «Прожектор» постройки 1936 года в стиле постконструктивизма, оформляет начало 2-й Владимирской улицы
- № 74/2, № 76/1 — парадный ансамбль двух жилых десятиэтажных домов, симметрично обрамляющих въезд на 3-ю Владимирскую улицу. Проект 1951 года жилого дома Минсудпрома (№ 74/2) архитекторов А. С. Алимова и Ю. А. Сосенко, инженера Д. П. Абрамова. Прекрасный образец архитектуры позднего Сталинского ампира. Заказчик дома № 76/1 Министерство электростанций и электропромышленности[8]
- № 84/1 — центральный девятиэтажный корпус на 350 коек больницы № 60 (строилась как ведомственная — Миннефтепрома, с 1957 года специализировалась по оказанию медицинской помощи персональным пенсионерам республиканского и союзного значения, — «больница старых большевиков»). Здание по проекту архитекторов Н. Н. Прохоренко и М. Н. Идельсона и А. И. Криппа построено в 1955 году[8]. Являлась ведущим учреждением страны в области геронтологии и гериатрии. Закрыта в 2018 году, снесена в 2019 году. В 2019—2023 гг. велось строительство нового лечебно-диагностического центра на 45 000 посетителей в год. Больница начала принимать пациентов в 2023 году.
- № 88 — Дом ветеранов сцены (пансионат) сооружен в 1965 году. Проект мастерской № 12 «Моспроекта-1», архитекторы Б. П. Лейбо, Г. Балбачан, Ю. Н. Коновалов. Четыре веерообразно расположенных корпуса соединяются на уровне второго этажа остеклённой галереей[11]
- № 100А — школьное здание (ныне — школа № 400). Во дворе установлена скульптура «Возвращение» (1980-е) и камень, повествующий о том, что окружающий школу «Парк Победы» заложен 9 мая 1980 года ветеранами войск связи и учащимися школы

### Памятники и скульптуры
- «Рабочий» (1960-е, скульптор Г. В. Нерода) — у дома № 29[12]

## Реконструкция шоссе
До 2010 года шоссе Энтузиастов в пределах МКАД имело по 3 полосы движения в каждую сторону от Рогожской заставы до 3-й Владимирской улицы и от Свободного проспекта до улицы Сталеваров, 2 полосы движения в каждую сторону от 3-й Владимирской улицы до Свободного проспекта, и по 4 полосы движения в каждую сторону от улицы Сталеваров до МКАД. Кроме того, у каждого пересечения с перпендикулярными улицами существовали наземные пешеходные переходы, позволяющие беспрепятственно пересекать проезжую шоссе часть лицам с ограниченными возможностями здоровья. Бурный рост автомобилизации, а также исключительное значение шоссе как крупной транспортной артерии Москвы, соединяющей районы Перово, Вешняки, Новогиреево и Ивановское с районами Соколиная гора, Лефортово, и с центром Москвы, привели к образованию транспортных заторов как в будние, так и в выходные дни.
Введение в строй Третьего транспортного кольца и Лефортовского тоннеля, замкнувшего это кольцо, не улучшило транспортную ситуацию. В 2008 году была введена реверсивная полоса от улицы Сталеваров до 1-й Владимирской улицы, однако в 2009 году её упразднили, вернув старую разметку, так как требуемый эффект не был достигнут.
С 2009 года началась реконструкция в связи со строительством Четвертого транспортного кольца.
17 февраля 2011 года в интервью радиостанции «Эхо Москвы» Сергей Собянин назвал строительство четвёртого транспортного кольца неэффективным проектом и сообщил, что строительство остановлено. После этого в марте 2011 года московские власти заявили, что планируют изменить проект Четвёртого транспортного кольца и достроить магистраль в «усечённом варианте». Но, несмотря на это, в 2013 году планируется полностью открыть первую часть магистрали — от шоссе Энтузиастов до Измайловского шоссе.
Также планировалось построить дублер шоссе Энтузиастов (одностороннее движение, 2 полосы) по четной стороне от ул. Плеханова до ул. Новогиреевская, однако проект реализован был лишь до 1-й Владимирской улицы.
Участок шоссе Энтузиастов от 1-й Владимирской ул. до Новогиреевской ул. планировалось сделать бессветофорным, в связи с чем в 2012 году началось строительство надземных и подземных пешеходных переходов близ улиц Новогиреевская, 3-я Владимирская, 2-я Владимирская. На 1-й Владимирской планировалось удлинить существующий переход. В результате чего ухудшилась пешеходная доступность трамвайной линии и Измайловского лесопарка, что привело к систематическому нарушению пешеходами правил дорожного движения, так как существующие фазы светофоров позволяют практически беспрепятственно переходить шоссе Энтузиастов поверху на перекрёстке с 2-й и 3-й Владимирской улицами вместо использования надземных и подземных пешеходных переходов.
В 2013 году планировалось строительство первой в городе линии скоростного трамвая по участку 3-я Владимирская — Балашиха, однако проект был отложен. По новым планам, строительство начнётся не раньше 2022 года, так как проект трамвайной линии взаимосвязан с проектом строительства автомобильной эстакады на основном ходу шоссе Энтузиастов на пересечении с Большим Купавенским проездом и Свободным проспектом с ликвидацией кругового движения.

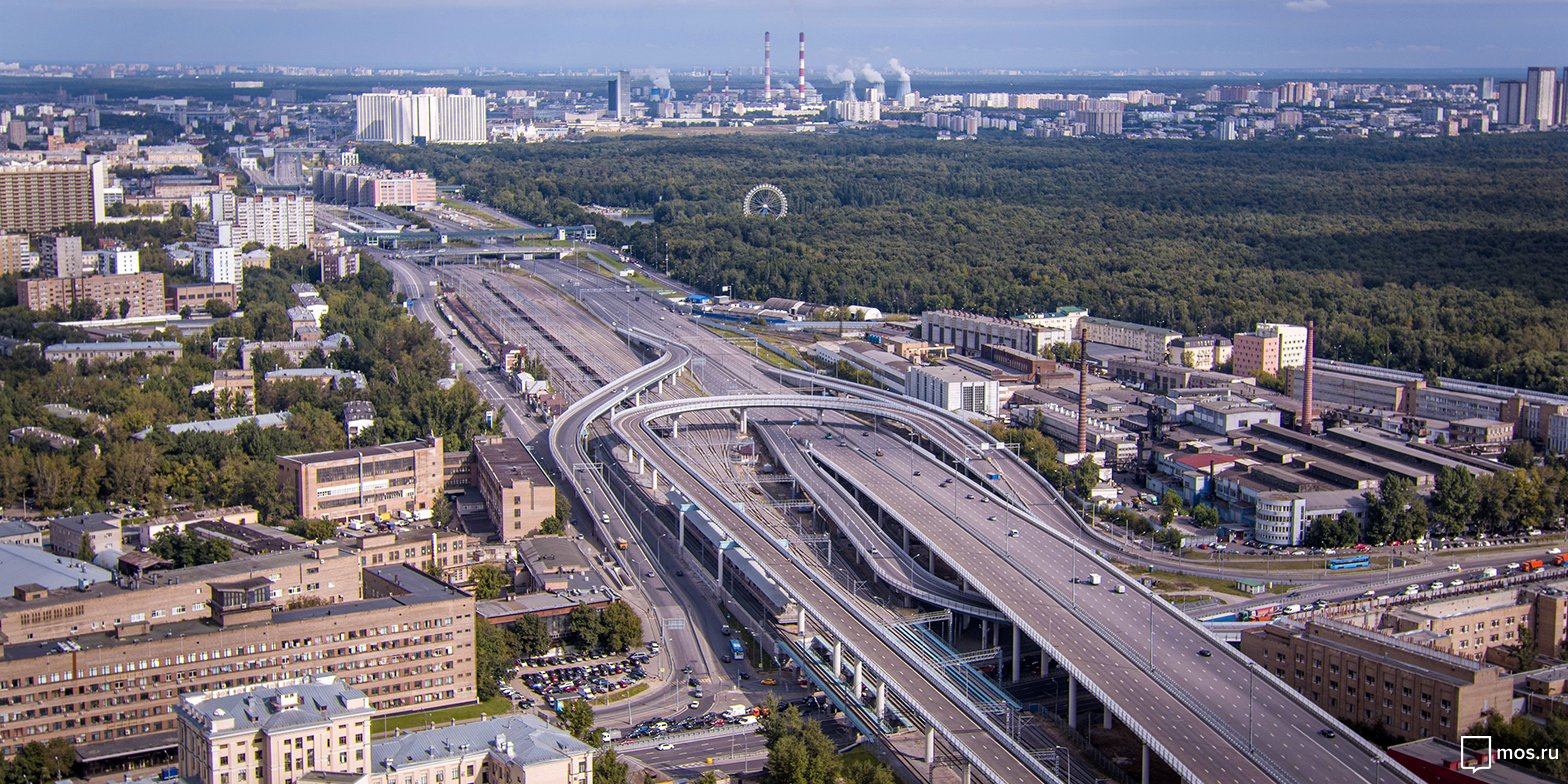
Развязка Северо-Восточной хорды и шоссе Энтузиастов

В рамках строительства Четвертого транспортного кольца была оттянута трамвайная линия у станции метро и МЦК Шоссе Энтузиастов, что замедлило движение трамваев из-за негабаритных кривых, вынуждающих вагоновожатых сильно замедляться. При этом появилась трамвайная остановка непосредственно у спуска в подземный тоннель, связанный с вестибюлем станции МЦК.
В рамках реконструкции шоссе Энтузиастов были завершены следующие работы:
- Построены надземные пешеходные переходы:
  - возле бывшего завода «Серп и Молот» между Курским направлением железной дороги и ТТК;
  - возле проектируемого проезда № 137 (в районе станции метро «Авиамоторная»), с лифтами;
  - у 2-й Владимирской улицы, с лифтами;
  - у Московского клинического научного центра (шоссе Энтузиастов, 86), с лифтами;
  - у Терлецкого проезда, с лифтами;
- Построены следующие подземные пешеходные переходы:
  - у Шепелюгинской улицы (в районе дома № 8, у остановки общественного транспорта «Душинская улица»);
  - у проспекта Будённого;
  - у 3-й Владимирской улицы;
  - у Новогиреевской улицы;
- Реконструированы следующие пешеходные переходы:
  - подземный возле станции метро «Авиамоторная»;
  - подземный возле станции метро «Шоссе Энтузиастов»;
  - подземный возле 1-й Владимирской улицы (построены пандусы вместо одного из лестничных сходов).
- Ликвидированы наземные переходы через шоссе;
- Построена развязка шоссе Энтузиастов и Северо-Восточной хорды (близ ст. м. «Шоссе Энтузиастов»):
  - Трамвайные пути перенесены под эстакаду ближайшего направленного съезда;
  - Реконструирован путепровод Московской кольцевой железной дороги;
  - Возведены эстакады Северо-восточной хорды, и съезд с них на проспект Будённого (участок бывшей Северной рокады);
  - Под эстакадами и МКЖД построен подземный пешеходный переход.
- Основная проезжая часть расширена до 4 полос в каждом направлении от 1-й Владимирской улицы до МКАД, до 4 полос в центр и 3 полос в область от Улицы Плеханова до 1-й Владимирской улицы, до 3 полос в центр и 4 полос в область от метро «Шоссе Энтузиастов» до улицы Плеханова.
- Введены в эксплуатацию дублёры шоссе:
  - по направлению в область:
    - от путепровода МКЖД до окончания развязки с СВХ;
    - от улицы Плеханова до 1-й Владимирской улицы;

  - по направлению в центр:
    - от МКАД до Большого Купавенского проезда;
    - от дома № 72 до 1-й Владимирской улицы;
- Введено круговое движение на перекрёстке с Большим Купавенским проездом и Свободным проспектом;
- Возведены барьерные ограждения («отбойники») по разделительной полосе практически на всём протяжении шоссе.
- Введены выделенные полосы для маршрутного транспорта на всём протяжении шоссе за исключением участка дублёра, от Владимирского путепровода до 1-й Владимирской улицы;
- Дублёр шоссе от развязки с СВХ до проспекта Будённого в обоих направлениях;
- Подземный пешеходный переход близ улицы Буракова;
- Заменяемые и/или переносимые трамвайные пути от Главной аллеи до улицы Буракова.

Дальнейшие планы реконструкции находятся в целом в рамках прежних проектов, но ввиду ограниченности финансовых ресурсов сроки и степень их реализации пока неясны.
Ввод Северо-восточной хорды и съезда с неё на проспект Будённого ухудшил транспортную ситуацию на шоссе по направлению в центр, так как спровоцировал поездки из Люберец и Некрасовки в центр через шоссе Энтузиастов с разворотом на 3-й улице Соколиной Горы (проектом Северо-восточной хорды съезд на шоссе Энтузиастов в сторону центра не предусмотрен).

## Инфраструктура и предприятия
- Московский клинический научно-практический центр (шоссе Энтузиастов, дом 86; образован в июле 2013 года путём объединения Центрального научно-исследовательского института гастроэнтерологии, клинической больницы № 60 («больница старых большевиков») и клиники женского здоровья)[15][16].

## Общественный транспорт
- Станции метро «Площадь Ильича» и «Римская» — в начале шоссе.
- Платформа «Серп и Молот» — в начале шоссе.
- Платформа «Москва-Товарная» — в начале шоссе.
- Станции метро «Авиамоторная» Калининской и Большой кольцевой линий.
- Платформа «Авиамоторная» Казанского и Рязанского направлений МЖД.
- Станция метро «Шоссе Энтузиастов» Калининской линии и станция Московского центрального кольца.
- Станция метро «Перово».
- Станция метро «Новогиреево».
- По разным участкам шоссе проходят московские и пригородные автобусы 7, 20, 125, 141, 211, 214, 237, 254, 322, 336, 337, 340, 365, 385, 444, 469, 567, 702, 730, 759, 805, 833, т24, т30, т53, м8, н4.
- Трамваи 2, 12, 36, 37, 38, 43, 46, 50.
- Платформа «Стройка» Горьковского направления МЖД — в 800 м к востоку от развязки с МКАД, на границе реутовского и балашихинского отрезков шоссе.